# Кубок Бельгії з футболу 2015—2016
Кубок Бельгії з футболу 2015–2016 (нід. Beker van België) — 61-й розіграш кубкового футбольного турніру в Бельгії. Титул захищав Брюгге. Володарем Кубку всьоме став Стандард (Льєж).

## Календар
| Раунд        | Клуби | Дата                     | Нові клуби | Ліги             |
| ------------ | ----- | ------------------------ | ---------- | ---------------- |
| Раунд 1      | 293   | 24–26 липня 2015         | відсутні   | 4 та 8 дивізіони |
| Раунд 2      | 182   | 1–2 серпня 2015          | 111 (+1)   | відсутні         |
| Раунд 3      | 126   | 7–9 серпня 2015          | 56         | 3 дивізіон       |
| Раунд 4      | 80    | 15–16 серпня 2015        | 46         | 2 дивізіон       |
| Раунд 5      | 48    | 22–23 серпня 2015        | відсутні   | відсутні         |
| Раунд 6      | 32    | 23 вересня 2015          | 16         | Ліга Жупіле      |
| Раунд 7      | 16    | 2 грудня 2015            | відсутні   | відсутні         |
| Чвертьфінали | 8     | 16 грудня 2015           | відсутні   | відсутні         |
| Півфінали    | 4     | 20 січня – 3 лютого 2016 | відсутні   | відсутні         |
| Фінал        | 2     | 20 березня 2016          | відсутні   | відсутні         |

## Регламент
Згідно з регламентом у перших п'яти раундах беруть участь клуби нижчих дивізіонів чемпіонату Бельгії. Клуби провідного дивізіону стартують у шостому раунді з 1/16 фіналу 23 вересня 2015.

## 1/16 фіналу
| Команда 1                   | Рахунок | Команда 2               |
| --------------------------- | ------- | ----------------------- |
| 22 вересня 2015             |         |                         |
| Вестерло                    | 3:2     | Серкль (Брюгге) (2)     |
| Зюлте-Варегем               | 2:0     | Уніон Сент-Жілуаз (2)   |
| 23 вересня 2015             |         |                         |
| Андерлехт                   | 3:1     | Споувен Мопертінген (4) |
| Генк                        | 5:2     | Дессель Спорт (2)       |
| Мехелен                     | 1:0     | Вайт Стар Брюссель (2)  |
| Кортрейк                    | 5:0     | Олса Бракель (3)        |
| Локерен                     | 6:2     | РЕС Акренойс (3)        |
| Ваасланд-Беверен            | 2:1     | Дендер (3)              |
| Коксайд (2)                 | 2:3     | Стандард (Льєж)         |
| Дейнзе (2)                  | 0:2     | Мускрон-Перювельз       |
| Гент                        | 3:0     | Ейпен (2)               |
| Ауд-Геверле                 | 3:2     | Ломмель Юнайтед (2)     |
| Патро Ейсден Масмехелен (2) | 0:4     | Брюгге                  |
| Шарлеруа                    | 3:0     | Валонія Вален (2)       |
| Сінт-Трейден                | 1:0     | Бохольтер (3)           |
| Остенде                     | 0:2     | Антверпен (2)           |

## 1/8 фіналу
Матчі відбулись 1-3 грудня 2015.
| Команда 1         | Рахунок        | Команда 2        |
| ----------------- | -------------- | ---------------- |
| 1 грудня 2015     |                |                  |
| Гент              | 1:0            | Зюлте-Варегем    |
| 2 грудня 2015     |                |                  |
| Генк              | 1:1 (пен. 5:4) | Шарлеруа         |
| Кортрейк          | 4:2            | Андерлехт        |
| Вестерло          | 1:1 (пен. 5:4) | Антверпен (2)    |
| Мускрон-Перювельз | 1:0            | Ауд-Геверле      |
| Стандард (Льєж)   | 2:0            | Сінт-Трейден     |
| Мехелен           | 2:1            | Ваасланд-Беверен |
| 3 грудня 2015     |                |                  |
| Брюгге            | 1:0            | Локерен          |

## Чвертьфінали
Матчі відбулись 16-17 грудня 2015.
| Команда 1       | Рахунок | Команда 2         |
| --------------- | ------- | ----------------- |
| 16 грудня 2015  |         |                   |
| Генк            | 2:1     | Мускрон-Перювельз |
| Гент            | 1:0     | Мехелен           |
| Вестерло        | 0:2     | Брюгге            |
| 17 грудня 2015  |         |                   |
| Стандард (Льєж) | 2:0     | Кортрейк          |

## Півфінали
Перші матчі відбулись 20-21 січня, а матчі-відповіді 2-3 лютого 2016 року.
| Команда 1       | Заг.    | Команда 2 | 1-й матч | 2-й матч |
| --------------- | ------- | --------- | -------- | -------- |
| Стандард (Льєж) | 3:1     | Генк      | 2:0      | 1:1      |
| Гент            | 2:2 (ч) | Брюгге    | 2:1      | 0:1      |

## Фінал
| 20 березня 2016 16:00 (CET) |

| Брюгге       | 1:2      | Стандард (Льєж)       |
| ------------ | -------- | --------------------- |
| Рафаелов 27' | Протокол | Домпе 17' Сантіні 88' |

| Стадіон імені короля Бодуена, Брюссель Глядачів: 44 379 Арбітр: Йоган Вербіст |